# 1207 w literaturze
Wydarzenia literackie w 1207 roku.

## Nowe książki
- Szota Rustaweli, Rycerz w tygrysiej skórze

## Urodzili się
- Rumi, perski poeta (zm. 1273)